# フライデー (レベッカ・ブラックの曲)
「フライデー」（Friday）はアメリカ合衆国の歌手レベッカ・ブラックの楽曲である。クラレンス・ジェイとパトリス・ウィルソンによって書かれたこの曲は2011年2月10日にリリースされ、3月14日にiTunesで初公開された。「フライデー」はジェイとウィルソンが所有するレコードレーベル、ARKミュージック・ファクトリーでプロデュースされた。
YouTubeにおけるミュージック・ビデオの再生回数は2011年3月11日時点で4,000程だったが、徐々に話題になり、4月7日には8800万回以上の再生と170万以上のコメントを得ている。また、170万以上のYouTubeユーザーから“低評価”の評価を受けている。歌とビデオの人気から多くのパロディやリミックスが制作された。雑誌『フォーブス』はこの歌の悪評はソーシャルメディア（特にTwitter、Facebook、Tumblr）が持つもう1つのパワーの兆候だと述べた。それは、「突然の大ブレイク」を起こす能力である。数々の手厳しい意見の中で、ポップミュージック界の有名人クリス・ブラウン、マイリー・サイラス、サイモン・コーウェルらはブラックを支持した。
2021年には10周年を記念して、3OH!3、ビッグ・フリーディア、ドリアン・エレクトラをフィーチャーした新リミックスを公開した。

## カバー
2011年4月1日放送のバラエティ番組『レイト・ナイト・ウィズ・ジミー・ファロン』でスティーヴン・コルベア、ジミー・ファロン、テイラー・ヒックス、ザ・ルーツがカバーを披露した。

## チャート
| チャート(2011年)                        | 最高 順位 |
| --------------------------------------- | --------- |
| オーストラリア ARIA Digital Track Chart | 40        |
| カナダ (Canadian Hot 100)               | 61        |
| アイルランド IRMA                       | 46        |
| ニュージーランド RIANZ                  | 33        |
| イギリス (全英チャート)                 | 60        |
| イギリス (全英インディーズチャート)     | 6         |
| アメリカ合衆国 ビルボード Hot 100       | 58        |